# جون ستريت
جون ستريت (بالإنجليزية: John Street)‏ هو حكم بريطاني، ولد في 3 يناير 1932 في إنجلترا في المملكة المتحدة، وتوفي في 6 يناير 2009 في إكزتر في المملكة المتحدة.